# 최철호
최철호(崔哲浩, 1970년 3월 2일 ~ )는 대한민국의 배우이다.

## 생애
1990년 연극배우로 첫 데뷔하였다. 1990년 연극 《님의 침묵》으로 첫 데뷔하였지만, 계속 무명 생활을 지내다가 2002년 SBS 드라마 《야인시대》에서 신마적 역 통해 얼굴을 알렸다.
KBS 대하드라마 《불멸의 이순신》에서 선조, KBS 대하드라마 《대조영》에서 걸사비우 등 감초 연기를 선보였으며, KBS 드라마 《천추태후》에서 경종 역, 《내조의 여왕》에서 한준혁 역으로 인기를 얻었다. 팬들로부터 처로신으로 불리기도 한다.

## 학력
- 대일외국어고등학교 졸업
- 성결대학교 국어국문학과 학사 졸업

## 출연작

### 드라마
- 1998년 MBC 《애드버킷》 ... 고명석 역
- 1999년 SBS 《약속》
- 1999년 SBS 《아버지와 아들》 ... 강일두 역
- 2000년 KBS2 《드라마시티 - 얼음도시》 ... 나민규 역
- 2000년 MBC 《황금시대》 ... 조상만 역
- 2002년 SBS 《야인시대》 ... 신마적 / 엄동욱 역(특별출연)
- 2002년 KBS2 《햇빛 사냥》 ... 이무영 역
- 2002년 SBS 《오남매》 ... 한정식 역
- 2002년 KBS2 《드라마시티 - 나의 아내는 정숙하다》 ... 박태수 역
- 2003년 KBS2 《저 푸른 초원 위에》 ... 강승민 역
- 2004년 KBS1 《불멸의 이순신》 ... 조선 선조 역
- 2004년 SBS 《장길산》 ... 우대용 역
- 2004년 MBC 《열정》 ... 봉준태 역
- 2005년 KBS2 《위험한 사랑》 ... 이강제 역
- 2005년 EBS1 《지금도 마로니에는》 ... 김중태 역
- 2006년 KBS1 《대조영》 ... 걸사비우 역
- 2006년 EBS1 《비밀의 교정》 ... 총각선생님 역
- 2007년 SUPER ACTION 《S클리닉》 ... (특별출연)
- 2008년 KBS1 《TV소설 큰 언니》 ... 학인 역
- 2008년 SUPER ACTION 《KPSI 시즌2》 ... 국형사 역
- 2008년 SUPER ACTION 《도시괴담 데자뷰 3 - 가짜 남편》
- 2009년 KBS1 《천추태후》 ... 경종 역
- 2009년 MBC 《내조의 여왕》 ... 한준혁 역
- 2009년 KBS2 《파트너》 ... 이영우 역
- 2009년 KBS2 《열혈 장사꾼》 ... 강승주 역
- 2009년 KBS2 《추노》 ... 형조 감옥안의 상좌 역
- 2010년 MBC 《아직도 결혼하고 싶은 여자》 ... 나반석 역
- 2010년 MBC 《동이》 ... 오윤 역[2]
- 2012년 OCN 《히어로》 ... 김명철 역
- 2012년 JTBC 《러브 어게인》 ... 이태진 역
- 2012년 KBS1 《대왕의 꿈》 ... 비담 역[3]
- 2013년 MBC 《스캔들 : 매우 충격적이고 부도덕한 사건》 ... 강주필 역
- 2014년 KBS2 《감격시대: 투신의 탄생》 ... 데쿠치 신죠 역
- 2014년 MBC 《앙큼한 돌싱녀》 ... 감정원 역
- 2014년 TV조선 《불꽃 속으로》 ... 최종호 역
- 2014년 KBS2 《조선 총잡이》 ... 문일도 역
- 2014년 OCN 《신의 퀴즈 4》 ... 서상우 역
- 2014년 KBS2 《일편단심 민들레》 ... 민강욱 역
- 2014년 KBS2 《왕의 얼굴》 ... 정여립 역
- 2015년 KBS1 《징비록》... 이항복 역
- 2016년 KBS1 《반짝반짝 작은 별》
- 2017년 SBS 《사임당, 빛의 일기》 ... 민치형 역
- 2017년 KBS2 《꽃 피어라 달순아!》 ... 이재하 / 켄타 (이재열) 역
- 2018년 KBS2 《같이 살래요》 ... 정덕현 역
- 2018년 MBN 《설렘주의보》 ... 안정석 역
- 2018년 KBS2 《끝까지 사랑》 ... 백철 소장 역
- 2021년 KBS2 《달이 뜨는 강》 ... 연청기 역

### 영화
- 1997년 《접속》(민영 역)
- 1998년 《조용한 가족》(자살 남 역)
- 1998년 《찜》(성민 역, ㈜황기성사단)
- 1999년 《삼양동 정육점》(동천 역, 주역, Y2시네마)
- 1999년 《카라》(정민욱 역)
- 2000년 《종합병원 The Movie 천일동안》(박시완 역, 주역)
- 2001년 《썸머타임》(태열 역)
- 2004년 《어깨동무》(나동훈 역, 특별출연)
- 2006년 《사랑할 때 이야기하는 것들》(변호사 역, 특별출연)
- 2010년 《세상에서 가장 아름다운 소풍》
- 2015년 《고백》(이민식 역)
- 2017년 《지렁이》(특별출연)
- 2020년 《요가학원: 죽음의 쿤달리니》(성민 역)
- 2020년 《경호원》(철웅 역)
- 2021년 《이번엔 잘 되겠지》

### 연극
- 1990년 《님의 침묵》

### 뮤지컬
- 2001년 《지저스 크라이스트 슈퍼스타》 ... 세례자 요한 역

### 라디오 프로그램
- 2016년 EBS 《EBS 책 읽는 라디오 낭독 시리즈》

### 광고
- 강력밀가루 (기살리기프로젝트 아빠편)
- 구몬학습
- 야쿠르트(하루야채)

## 사건·사고
2010년 7월 8일 밤, 드라마 《동이》의 출연진인 후배 배우 손일권과 한 여성과 함께 가진 술자리 후에 동석한 여성을 폭행한 혐의로 용인경찰서 수지지구대에서 조사를 받았다. 경찰은 폭행을 당한 여성이 처벌을 원치않아 최철호를 훈방조치했다. 일부 행인들과 최철호 일행이 시비가 붙었으나, 이는 행인들이 최철호 일행의 폭행을 말리는 과정에서 몸싸움이 있었던 것으로 추정된다.
그러나 최철호는 당초 언론에 폭행을 부인해 왔고 손일권의 여자친구를 달래려다가 길거리에서 오히려 주위 시민들에게 집단폭행을 당했다고 주장했다. 그러나 모든 폭행 정황이 폐쇄회로TV(CCTV)에 포착되어 비판이 거세지자 기존 입장을 번복하여 여성 폭행을 인정하고 사과한다고 밝히는 기자회견을 하였다.

## 수상 경력
- 2009년 MBC 연기대상 남자우수상 《내조의 여왕》
- 2009년 KBS 연기대상 조연상/남자부문 《천추태후》

## 가족 관계
- 아버지: 최영환 (1934년 1월 3일 ~ 2020년 11월 2일)
- 어머니: 김순옥 (1932년 ~ )
- 배우자: 김혜숙(1983년 1월 26일 ~ )
  - 아들: 최민준(2006년 11월 14일 ~ )
  - 딸: 최예진(2010년 10월 ~ )